# منگویی
منگویی، یک آبادی از توابع بخش مرکزی، شهرستان شهربابک در استان کرمان ایران است.

## جمعیت
این آبادی در دهستان مدوارات قرار دارد و براساس سرشماری مرکز آمار ایران در سال ۱۳۹۵، خالی از سکنه دائم بوده‌است.